# Hižar
Hižar je priimek v Sloveniji, ki ga je po podatkih Statističnega urada Republike Slovenije na dan 1. januarja 2010 uporabljalo 11 oseb.

## Znani nosilci priimka
- Ines Hižar (*1980), smučarska tekačica
- Tina Hižar (*1980), smučarska tekačica